# Лівія Орестилла
Лівія Корнелія Орестилла, Орестіна (20 — після 40) — друга дружина імператора Калігули.

## Життєпис
Походила з патрциіанського роду Корнеліїв Сципіонів. Донька Публія Корнелія Сципіона Орестіна, військового трибуна 17 року н. е. Була заручена з Гаєм Кальпурнієм Пізоном (майбутнім організатором змови проти Нерона) й у 37 році уклала з ним шлюб. Проте в день весілля імператор Калігула змусив молодят розлучитися та сам одружився з Орестиллою. Через кілька днів відпустив її, але заборонив повертатися до Пізона. У 40 році Пізон та Орестилла були відправлені у вигнання за звинуваченням у перелюбі. Подальша доля не відома.